# Ocean Front Property
| Оценки критиков | Оценки критиков |
| Источник        | Оценка          |
| --------------- | --------------- |
| Allmusic        | [ 1 ]           |
| Chicago Tribune | (favorable)     |

Ocean Front Property — студийный альбом американского кантри-певца Джорджа Стрейта, вышедший 12 января 1987 года на лейбле MCA Records. Продюсером альбома был Джимми Боуэн и сам Стрейт. Диск дал три кантри-сингла на № 1 Hot Country Songs («Ocean Front Property»; «All My Ex’s Live in Texas»; «Am I Blue»). Альбом получил умеренные отзывы музыкальных критиков и он достиг № 1 в кантри-чарте Top Country Albums, его тираж превысил 2 млн копий и он получил 2-кр. платиновый статус RIAA.

## Список композиций
1. «All My Ex’s Live in Texas» (Sanger D. Shafer, Lyndia J. Shafer) — 3:22
2. «Someone’s Walkin' Around Upstairs» (David Anthony, Paul A. Maloy) — 2:51
3. «Am I Blue» (David Chamberlain) — 3:07
4. «Ocean Front Property» (Dean Dillon, Hank Cochran, Royce Porter) — 3:08
5. «Hot Burning Flames» (Cochran, Mack Vickery, Wayne Kemp) — 2:21
6. «Without You Here» (Dillon, Porter) — 4:30
7. «My Heart Won’t Wander Very Far from You» (Annette Cotter, Buddy Carvalhe) — 2:25
8. «Second Chances» (S. D. Shafer, Tommy Collins) — 4:15
9. «You Can’t Buy Your Way out of the Blues» (Larry Cordle, Mike Anthony) — 2:52
10. «I’m All Behind You Now» (Dillon) — 3:15

## Позиции в чартах
| Чарт (1987)                       | Высшая позиция |
| --------------------------------- | -------------- |
| U.S. Billboard Top Country Albums | 1              |
| U.S. Billboard 200                | 117            |

### Синглы
| Год  | Сингл                       | Высшая позиция | Высшая позиция |
| Год  | Сингл                       | US Country     | CAN Country    |
| ---- | --------------------------- | -------------- | -------------- |
| 1987 | «Ocean Front Property»      | 1              | 1              |
| 1987 | «All My Ex’s Live in Texas» | 1              | 1              |
| 1987 | «Am I Blue»                 | 1              | 1              |